# 松月楼
松月楼又稱春风松月楼，是中華人民共和國上海市一家老字號净素菜馆，隶属于豫园文化餐饮集团，總部位於豫园商圈（豫园商城旧校場路）。總部店前悬挂的招牌“春风松月楼”出自书法家林曦明之手。松月楼內的產品有过桥素面和净素菜包。

## 歷史
1910年，徐蕙嘉在豫园西面的凝晖阁开设春风松月楼素菜馆。丰子恺是該飯店的常客之一。
1917年7月，上海大世界开业，老板黄楚九邀請徐蕙嘉合伙在大世界開設春风松月楼。1931年，黄楚九將大世界转让给黄金荣，春风松月楼撤出大世界。
中國抗日战争爆发后，上海城隍庙地区被划为难民区，春风松月楼被辟为难民收容所，徐蕙嘉将春风松月楼迁至上海公共租界內的四马路（今福州路）湖北路上继续营业。中國抗日战争結束后，春风松月楼又迁回城隍庙凝晖阁旧址继续营业。
1956年，松月楼被公私合营。1992年，凝晖阁被拆除，春风松月楼暂停营业。1996年2月，松月楼又迁入城隍庙大殿前右侧厢房“老松盛”对面复业。1999年，春风松月楼迁至旧校场路99号新址营业。
2020年6月16日，松月楼在南京西路商圈的久光百货开出第中華人民共和國建國後的第一家分店。